# تلمبه هشت عامری
تلمبه هشت عامری یک منطقهٔ مسکونی در ایران است که در دهستان گلاشکرد واقع شده‌است.